# Leucania pulchra
Leucania pulchra là một loài bướm đêm trong họ Noctuidae.